# Gynacantha malgassica
Gynacantha malgassica är en trollsländeart som beskrevs av Fraser 1962. Gynacantha malgassica ingår i släktet Gynacantha och familjen mosaiktrollsländor. Inga underarter finns listade i Catalogue of Life.